# Sikfors (Piteå kommun)
 For alternative betydninger, se Sikfors. (Se også artikler, som begynder med Sikfors)
Sikfors er en småort i Piteå kommun i Norrbottens län i Sverige. Frem til 2010 blev orten klassificeret som en tätort. På finsk/tornedalsfinsk kaldes byen Siikakoski.
Sikfors ligger ved Piteälven, som der har en dæmning med et nyt kraftværk i bjerggrunden. Overstrøms Sikforsen ligger Storselet 23,75 meter over havet. Nedenfor Sikforsen ligger Vallidan i en højde af 3,3 meter over havet. Dette indebærer at Sikforsen har faldhøjden 20,45 meter.

## Historie
Bynavnet findes i de første landskapsdokumenter over det daværende Västerbottens län fra år 1539 og var da "Sickfforssen".
Byen har tidligere haft jernbanestation (Vargbacken) ved Piteåbanen, som her passerer Piteälven over en bro ved kraftværksdæmningen, bygget 1915. I år 2017 nedlagde Skanova det kobberbaserede telefonnet i byen.

## Byen
I Sikfors ligger skole, børnehave, fritidstilbud og dagligvarebutik. I 1999 blev Sikfors udnævnt til Årets by i Piteå kommun, Norrbotten og Sverige.

## Erhvervsliv
Dominerende indenfor byens erhvervsliv er savværksvirksomheden Stenvalls Trä AB.

## Idræt
Sikfors SK som foruden at bedrive idræt, arrangerede også tidligere midsommerfesten på Udden, hvor de store kunstnere kunne opleves fra 1930'erne til 1960'erne.